# Paralelo 18 S
O paralelo 18 S é um paralelo que está 18 graus a sul do plano equatorial da Terra.
Começando no Meridiano de Greenwich na direcção leste, o paralelo 18º Sul passa sucessivamente por:
| País, território ou mar | Notas |
| ----------------------- | --- |
| Oceano Atlântico        | |
| Namíbia                 | |
| Angola                  | |
| Namíbia                 | Faixa de Caprivi |
| Angola                  | |
| Namíbia                 | Faixa de Caprivi |
| Botswana                | |
| Namíbia                 | Faixa de Caprivi |
| Botswana                | |
| Zimbabwe                | |
| Zâmbia                  | Cerca de 3 km |
| Zimbabwe                | |
| Zâmbia                  | |
| Zimbabwe                | Passa a sul de Harare |
| Moçambique              | |
| Oceano Índico           | Canal de Moçambique |
| Madagáscar              | |
| Oceano Índico           | |
| Austrália               | Austrália Ocidental |
| Baía de Roebuck         | |
| Austrália               | Austrália Ocidental Território do Norte Queensland |
| Oceano Pacífico         | Passa entre as Ilhas do Mar de Coral, Austrália · Passa a sul da ilha Éfaté, Vanuatu |
| Fiji                    | Ilha Viti Levu |
| Mar de Koro             | |
| Fiji                    | Ilha Gau |
| Mar de Koro             | |
| Fiji                    | Ilha Nayau |
| Oceano Pacífico         | Passa a norte de Fonualei, Tonga · Passa a norte da Ilha Palmerston, Ilhas Cook · Passa a sul das ilhas Tahiti, Mehetia e Reitoru, Polinésia Francesa                                                                     |
| Polinésia Francesa      | Atol Marokau |
| Oceano Pacífico         | Passa entre os atóis de Hao e Amanu, Polinésia Francesa |
| Peru                    | |
| Chile                   | |
| Bolívia                 | |
| Brasil                  | Mato Grosso do Sul Mato Grosso - cerca de 11 km Mato Grosso do Sul - for about 9 km Mato Grosso - cerca de 16 km Mato Grosso do Sul - cerca de 22 km Mato Grosso - cerca de 18 km Goiás Minas Gerais Espírito Santo Bahia |
| Oceano Atlântico        | |